# Kralj Matjaž
Kralj Matjaž (tudi Matiaš, madžarsko Mátyás, nemško Matthias, češko Matyáš) je osrednji junak ljudskih pripovedk z zgodovinskim ozadjem, ki so jih po ustnem izročilu zapisali najrazličnejši zbiratelji, čeprav z zgodovinsko netočnim poimenovanjem z imenom Matjaž. Kralj Matjaž je nepogrešljiv lik, ne samo madžarskega, ampak tudi slovenskega, hrvaškega, srbskega, ukrajinskega, slovaškega, češkega in rusinskega, delno pa tudi nemškega izročila.
Legenda pravi, da pod goro Peco na Koroškem spi Kralj Matjaž. V neposredni bližini Doma na Peci je votlina tega kralja z bronastim kipom, ki je urejena za turiste in pohodnike.

## Legenda o dobrem vladarju
Furlanski zgodovinar Marcantonio Nicoletti († 1596) je prvi poročal o tem, da Tolminci pojejo tudi pesmi o kralju Matiji Korvinu. To so bile verjetno vojaške hvalnice, ki so jih razširjali preživeli udeleženci zmagovitih bojnih pohodov ogrskega kralja Matije Korvina. Tudi danes večina tolmačenj pripovedke o tem kralju navaja, da je pravzaprav le eden izmed likov za zelo priljubljenega ogrskega kralja Matijo Korvina (izvorno madžarsko: Mátyás Hunyadi, poznan kot Matthias Corvinus), ki je v poznem srednjem veku (od leta 1458-1490) vladal tudi Koroški. Pomagal je vsem, ki so ga prosili za pomoč. Dal je kovati zlatnike in med njegovim vladanjem so na Koroškem vladali dobri časi. Drugi vladarji so se združili proti njemu. S preživelimi vojaki se je skril v votlino pod Peco, ki se mu je sama odprla in ga skrila. V votlini je ta kralj za mizo zaspal. Ko se bo njegova brada devetkrat ovila okoli kamnite mize, se bo prebudil. Takrat naj bi se na Koroško vrnili dobri časi. Ta kralj bo s svojimi vojaki premagal vse sovražnike, pregnal krivico s sveta in spet zavladal. Skupna značilnost izročila tega kralja je izražanje spoštovanja do kralja, poveličevanje njegove dobrote, pravičnosti ter prikazovanje idealizirane podobe fevdalnega vladarja, ki je pripravljen za zaščito podložnikov kaznovati tudi gospodo. V slovenskem ljudskem izročilu vse do 16. stoletja predstavlja ta kralj glavnega junaka, njegov lik uporabljajo številne pravljice, pripovedke, balade ter pesmi in nekatere med njimi so po strukturi in motiviki v primerjavi z izročilom drugih narodov prav specifične. Najti je mogoče še likovna upodobitve, kakršna je Šantlova na pročelju hiše na Tržaški cesti v Ljubljani. 
Raziskovalci slovenske matjaževske tradicije ločijo zgodbe o »dobrem Kralju Matjažu«. Zgodovinsko ozadje za drugi tip zgodb o »bogobornem« (tj. »borilcu z Bogom«) Kralju Matjažu je usoden spor med papežem Gregorjem IX. (†1241) in nemškim cesarjem Friderikom II. (†1250). Za nobeno matjaževsko pesem ni mogoče trditi, da bi se v njej Kralj Matjaž pojavljal že od samega začetka, ampak je po vzoru palimpsesta Kralj Matjaž v njih zamenjal junake drugačnih imen.

## Izdaje

### Proza
- M. Malovrh, Kralj Matjaž, Narodna tiskarna, Ljubljana, 1904
- F. Levec, Anton Knezova knjižnica, Slovenska Matica, Ljubljana, 1905
- I. Cankar, Gospa Judit / Križ na gori / Potepuh marko in kralj Matjaž, Nova založba, Ljubljana, 1928
- I. Grafenauer, Slovenske pripovedke o kralju Matjažu, SAZU, Ljubljana 1951
- K. Brenk, Križ kraž kralj Matjaž, Mladinska knjiga, Ljubljana, 1964
- K. Brenk, Babica pripoveduje, Slovenske ljudske pravljice, Mladinska knjiga, Ljubljana, 1967
- I. Cankar, Zbrano delo, Državna založba Slovenije, Ljubljana, 1967-1976
- J. Stanič, Grad kralja Matjaža, Prešernova družba, Ljubljana, 1988
- D. Čater, Kralj Matjaž, Littera, Ljubljana, 1996
- G. Gaál, Madžarske pravljice o kralju Matjažu, Onej, Murska Sobota, 1999
- A. Štefan, Zlato kralja Matjaža, Mladinska knjiga, Ljubljana, 1999
- D. Š. Novosel, Kralj Matjaž in sol, Slovenska knjiga, Ljubljana, 2003

### Poezija
- M. Klopčič, Kralj Matjaž reši svojo nevesto, Mladinska knjiga, Ljubljana, 1951
- K. Kovič, Zlata ladja, Mladinska knjiga, Ljubljana, 1969
- O. Župančič, Kanglica, Mladinska knjiga, Ljubljana, 1969
- B. Novak, Pesem o kralju Matjažu, Cankarjeva založba, 2007

### Dramski teksti
- I. Hribar, Kralj Matijaž, 1868 http://www.slogi.si/index.php?path=dramskabesedila&id=1565
- M. Sernec Podgorelec, Kralj Matjaž, samozaložba, Celje, 1921
- D. Lavrenčič, Deca išče kralja Matjaža, »Tabor«, Ljubljana, 1993
- N. Kuret, Kralj Matjaž in Alenčica, Mladinska knjiga, Ljubljana, 1960
- F. Kozak, Kralj Matjaž, Državna založba Slovenije, Ljubljana, 1978
- Ž. Petan, Obtoženi volk / Kralj Matjaž in Alenčica / Petelin se sestavi, Mladinska knjiga, Ljubljana, 1978
- L. Suhodolčan, Norčije v gledališču, Mladinska knjiga, Ljubljana, 1979
- V. Pevcin, Križ, kraž, kralj Matjaž in še kaj, samozaložba, Štore, 1980
- A. Goljevšček, Čudežni kamen / Kralj Matjaž, kako se imaš? / Če zmaj požre mamo / Hiša, Mladinska knjiga, Ljubljana, 1981

### Radijske igre
- D. Zajc, Kralj Matjaž in Alenčica, Radiotelevizija, Ljubljana 1979
- E. Zagoričnik, Nezgoda o kralju Matjažu, Radio Slovenija, 1992
- E. Fritz, Papagaj Kralja Matjaža, Radio Slovenija, Ljubljana, 1999